# Похищение Парсонса
«Похищение Парсонса» (англ. Grand Theft Parsons) — кинофильм (США, Великобритания, 2003).

## Сюжет
Фильм основан на реальной истории легендарного кантри-музыканта Грэма Парсонса, умершего от передозировки наркотиков в 1973 году. Ранее он и его дорожный менеджер, Фил Кауфман, заключили дружеский пакт: если один из них умрёт, то второй должен отвезти его тело в национальный парк Джошуа-Три и предать сожжению в пустыне — в месте, которое они оба любили. Всё бы было просто, если бы этим же телом не интересовались отец Парсонса и его девушка.

## В ролях
| Актёр             | Роль            |
| ----------------- | --------------- |
| Джонни Ноксвилл   | Фил Кауфман     |
| Майкл Шэннон      | Ларри Остербург |
| Кристина Эпплгейт | Барбара         |
| Роберт Форстер    | Стэнли Парсонс  |